# حنين (مسلسل)
حنين مسلسل تلفزيوني درامي سوري. أنتج عام 2002 من تأليف باسل الخطيب وديانا جبور، وإخراج باسل الخطيب.

## فكرة المسلسل
يتحدث العمل في اطار رومانسي عن مخرج مسرحي تربطه علاقة عاطفية بممثلة ويتزوجها ثم تظهر مشاكل وأزمات وهموم يومية ناجمة في الأساس عن الظروف الإقتصادية الصعبة وحلم السفر والصراع على الميراث وغيرها منمن المشكلات الموجودة كنسيج يحيط بالحكاية الأساسية للعمل.

## الممثلون
- عباس النوري
- أيمن زيدان
- سوزان نجم الدين
- صباح الجزائري
- أمانة والي
- زياد سعد
- أمية ملص
- نجوى صدقي
- شادي زيدان
- محمد خاوندي
- وائل زيدان
- ناديا حمزة
- عباس الحاوي
- طريف الأيوبي
- وفاء العبد الله
- جيني أسبر
- كوثر معراوي
- فاطمة أبو عقل
- محمد فلفلة
- وسام شاهين
- فايز صبوح
- نصر مغامس
- تيسير إدريس
- حسن عويتي
- سمير حسين
- رياض وردياني
- وضاح حلوم
- سعد الدين بقدونس